# Agathe Wegerif-Gravestein

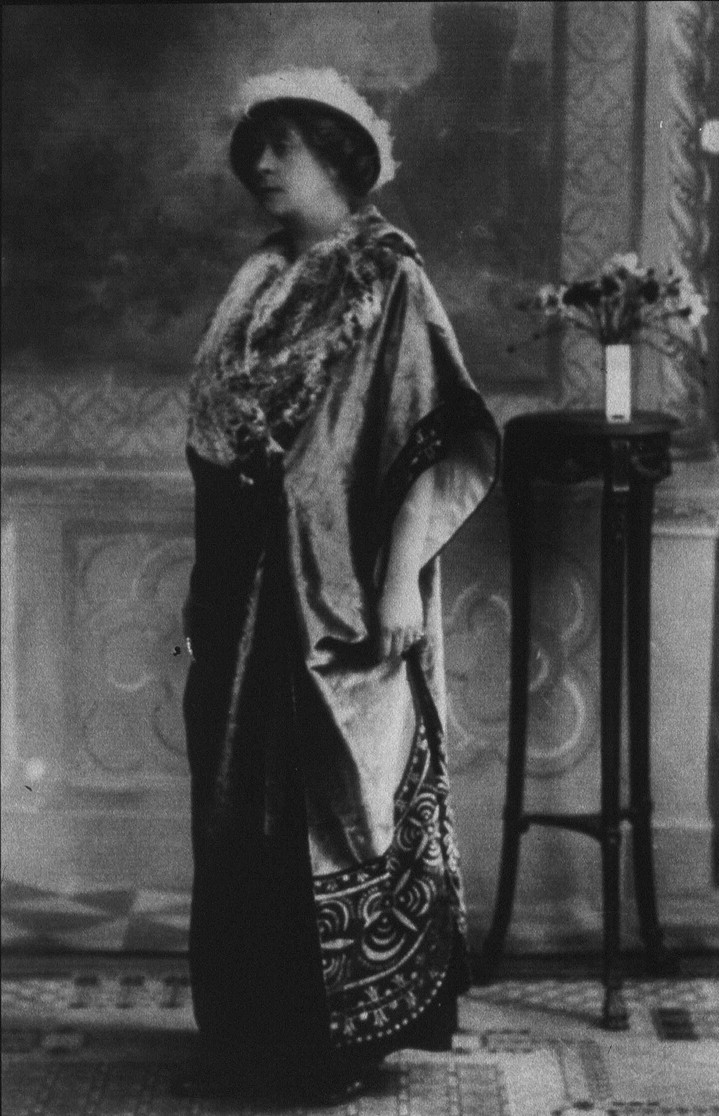
Agathe Wegerif-Gravestein in ca. 1902, in een gebatikte jurk

Agathe Wegerif-Gravestein (Vlissingen, 24 februari 1867 - Laren (NH), 16 december 1944) was een Nederlands batikster, schilder en directeur van de batikateliers voor Arts and Crafts en van de Nederlandsche Kantwerkschool. Ze maakte doeken, wand-, divan- en schoorsteenkleden en ander textiel met plant- en diermotieven in een aparte tekenstijl.

## Biografie
Agatha werd geboren als dochter van Aagje Fieret en Johannes Gravestein. Zij was als kunstenaar autodidact en volgde geen kunstopleiding.
Wegerif ging in 1889 samen met haar moeder - die gescheiden was van haar vader - in Apeldoorn wonen en vestigde daar in 1898 een atelier waar gordijnen, kleden en meubelbekledingen werden gebatikt. Haar batikatelier bleek zeer succesvol. Het complex omvatte vijf huizen, op de hoek van de Rosariumstraat en de voormalige Kalverstraat. Er werkten 25 tot 30 jonge Apeldoornse vrouwen. Het atelier werd waarschijnlijk rond 1925 opgeheven, toen de echtgenoot van Wegerif overleden was en zij vaak in het buitenland verbleef.
Het werk vanuit het batikatelier, zoals gebatikte meubelstoffen, gordijnen en kamerschermen, werd o.a verkocht via de eveneens in 1898 door haar man Chris Wegerif opgerichte kunstnijverheidsgalerie Arts en Crafts in Den Haag. Ook haar gebatikte boekbanden, ontworpen door Chris Lebeau volgden de route naar het publiek. De galerie ging in 1904 failliet. Daarna verkocht zij haar textielwerk via Amsterdamse en Haagse winkels, maar ook via winkels in Parijs en Londen.

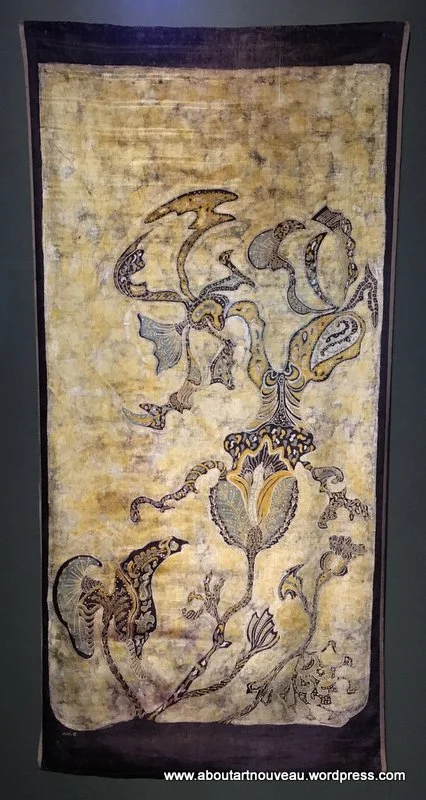
Wandkleed met bloemensymbolen uit 2010

Het echtpaar Wegerif ontving in hun huis in Apeldoorn talloze kunstenaars en schrijvers uit binnen- en buitenland, waaronder Marius Bauer, Henri van der Velde, Peter Behrens, Josef Hoffmann, Toorop, Karel de Bazel, Frederik van Eeden en Johan Thorn Prikker.
Op verzoek van de Nederlandse regering richtte zij in 1902 ook in Apeldoorn een kantklosschool op, die tot 1905 in Apeldoorn bestond, de Nederlandsche Kantwerkschool. De Nederlandse regering wilde namelijk een kantindustrie ontwikkelen. Toen de school naar Den Haag verhuisde, stopte Agathe met haar werk bij de school en werd zij eervol ontslagen. Ze werd als directeur opgevolgd door Mien Nulle.
Ze exposeerde tussen 1902 en 1918 regelmatig met haar batiks en schilderijen in Nederland, maar ook daarbuiten. Zo exposeerde ze in Berlijn in 1904 en 1906,, in Zürich in 1907, en in 1916 in het Stedelijk Museum Amsterdam. Ze hield in het buitenland evenals in Nederland lezingen over het batik procedé. Zo ging ze in 1906 naar Budapest en Wenen om lezingen te houden, over de toepassing van het batikprocédé voor de inrichting van destijds moderne interieurs.
Na het overlijden van haar echtgenoot in 1920 woonde ze vele jaren in het buitenland, in Italië, Frankrijk, Oostenrijk, Duitsland en Rusland. In 1923 exposeerde ze haar werk in Moskou. Vanaf 1925 verbleef zij in het atelier van Theo van Doesburg in Frankrijk. Zij had hem bij een lezing in Parijs ontmoet. Maar mogelijk ontmoette zij Van Doesburg al eerder, want diens echtgenote, de dichter Agnita Feis, werkte enige tijd in het Apeldoornse batikatelier.
Wegerif-Gravestein keerde in 1928 terug naar Nederland. Zij ging wonen in Scheveningen, Zeekant 41-47, maar bezocht in de jaren daarna nog steeds pensions en kuuroorden in het buitenland. 

Aan het eind van haar leven woonde ze in een pension in Laren, waar ze ook overleed. Na de oorlog werd haar lichaam herbegraven naast het graf van haar man, op het kerkhof aan de Soerenseweg in Apeldoorn.

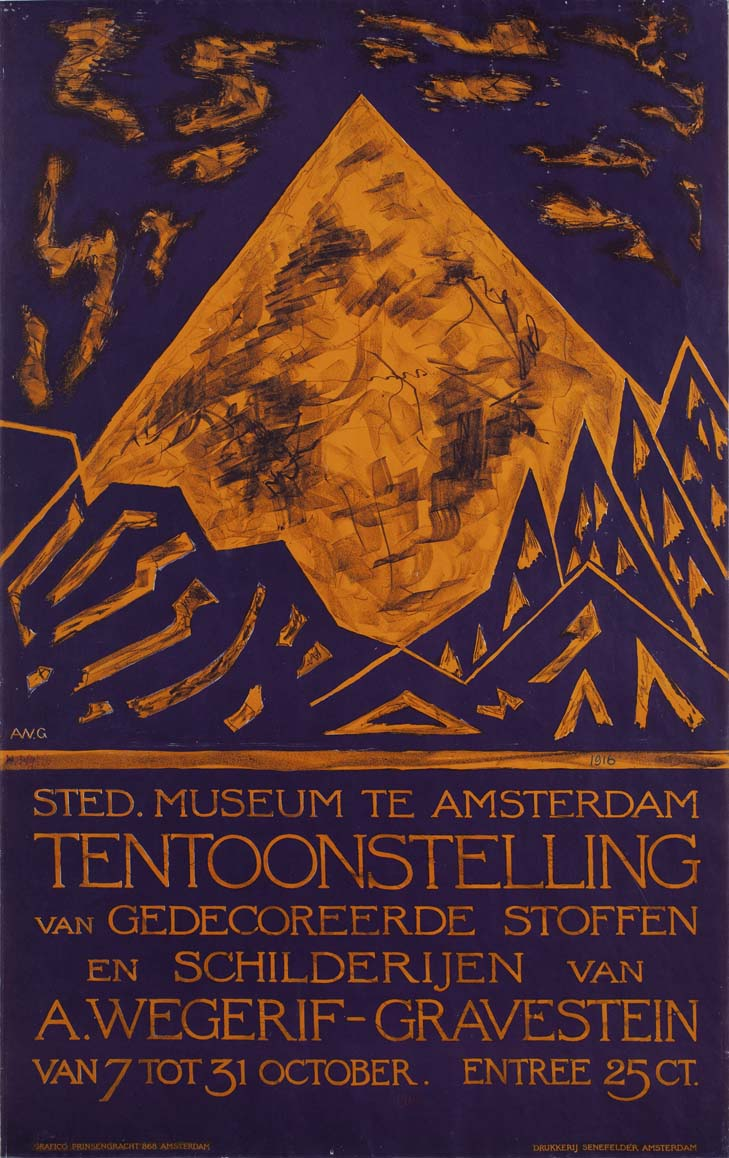
Poster voor expositie in het Stedelijk Museum Amsterdam, 1916, met een schilderwerk van Wegerif-Gravestein
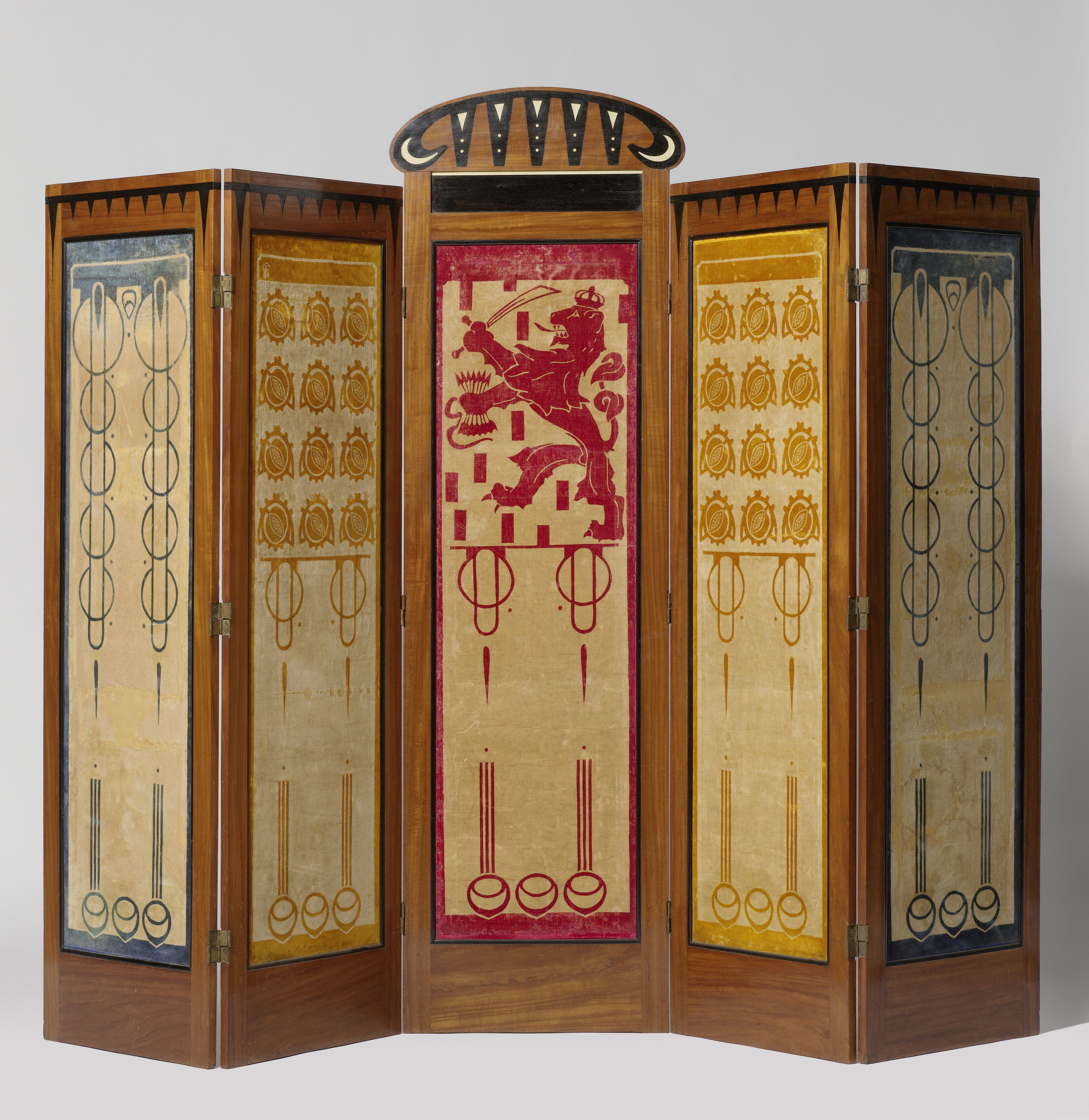
Kamerscherm met vijf raamwerken bespannen met gebatikte trijp naar een ontwerp van Agathe Wegerif. Het houtwerk is ontworpen door Chris Wegerif.
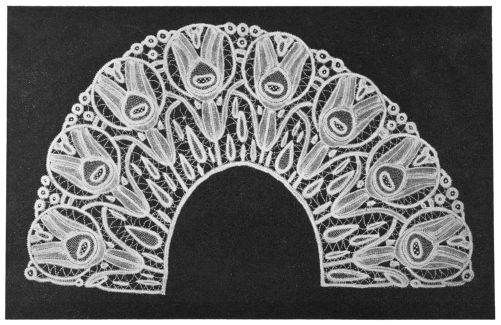
Kanten kraag door Agathe Wegerif-Gravestein
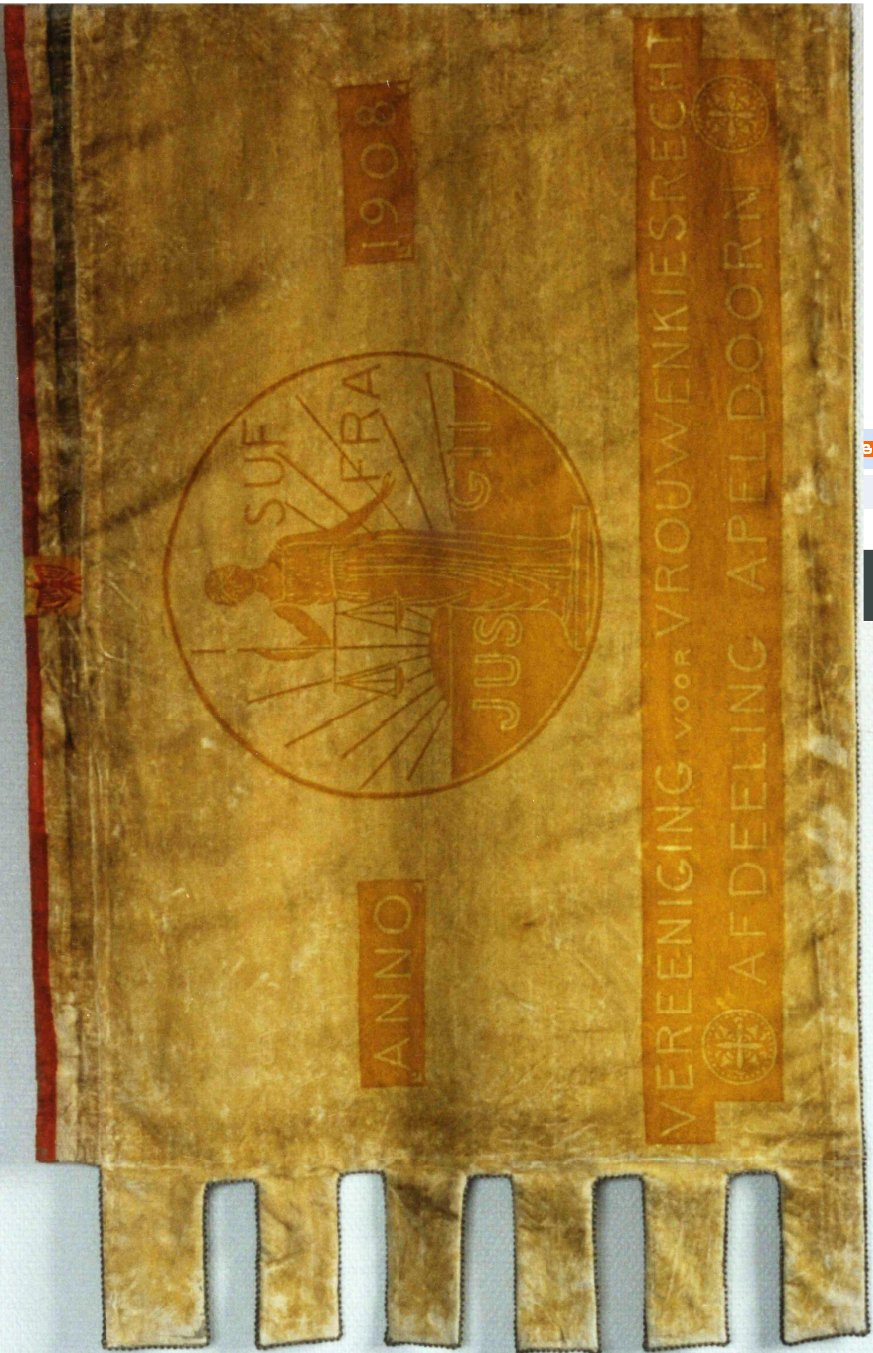
Vaandel voor de Vereniging voor Vrouwenkiesrecht, afdeling Apeldoorn
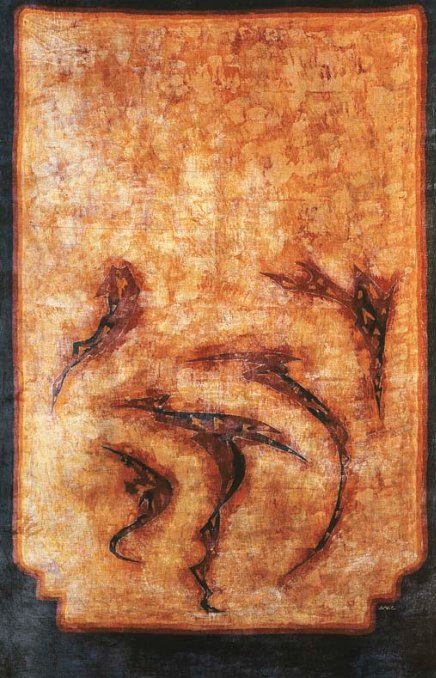
Gebatikt kleed met vrijwel abstract vissen motief, ca. 1915

## Werk

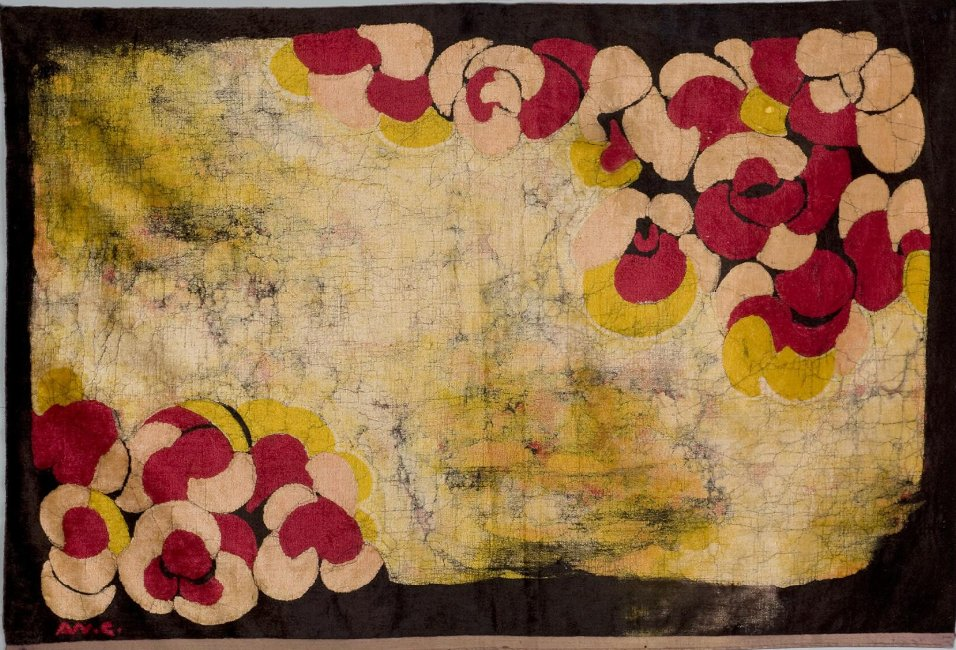
Batikkleed op zijdefluweel uit ca. 1918

Agathe leerde batikken van kunstschilder en ontwerper Johan Thorn Prikker. Zij werkte naar ontwerpen van Prikker (1898-1900), Gustaaf van der Wall Perné (1898-1899), Chris Lebeau (1900 en 1921) en Cornelis van der Sluys (1901-1904).
 

Vanaf 1914 ging ze eigen weg en noemde haar ontwerpen fantastische batiks. Daarin gebruikte ze exotische planten en vissen als motief, maar ook in een expressieve, geabstraheerde stijl. Met dit werk laat ze haar eigen stijl zien, maar deze stijl wordt ook wel gerekend tot de Art Nouveau. Zij batikte niet alleen op het traditionele katoen en zijde, maar gebruikte ook wollen stoffen zoals trijp en (rib)fluweel. Het batikken als kunstvorm werd in haar tijd niet door iedereen gewaardeerd. Zo sprak ze in 1918 tijdens een lezing voor Architectura et Amicitia de volgende woorden uit:
Is het niet meer dan bekrompen, de meening van velen, waaronder zelfs een bekend professor hier te lande, dat batiken op ﬂuweel uit den booze is, omdat men op Java niet op ﬂuweel batikt!
Door haar internationale exposities kreeg zij grote bekendheid en internationale erkenning. Van de Italiaanse koningin-moeder Margaretha ontving zij het recht om het Italiaanse wapen te dragen, omdat zij zo tevreden was over het geleverde batikwerk.
Maar ook in Nederland kreeg ze veel erkenning om haar doorzettingsvermogen en om de schoonheid van haar ontwerpen, zo blijkt uit een artikel uit 1914 in de Haagse Vrouwenkroniek.
Belangrijke werken uit de periode van haar batikateliers zijn: 
- Wereldtentoonstelling in Parijs in 1900, interieurtextiel naar een ontwerp van architect J. Mutsers. Zij kreeg hiervoor een zilveren medaille.
- Inzending batik voor de Studio International Competition in Londen, bekroond met een gouden medaille.
- Met Arts and Crafts een ingerichte hal op de eerste internationale tentoonstelling van moderne decoratieve kunst in Turijn. Met haar batiks ontving zij een gouden medaille.
- Gordijnen en wanddecoraties voor de theaterzaal in Hotel L’Europe in Sint Petersburg. Deze werden gemaakt naar een ontwerp van een  Russische architect.
- Inzending op de Wereldtentoonstelling in San Francisco, 1915. Hiervoor ontving zij een gouden medaille.
- Wanddecoraties voor het Astatheater in Den Haag, naar ontwerp van Chris Lebeau.

In de periode 1914-1918 schilderde zij stillevens en Italiaanse landschappen. Zij zond in voor een expositie bij kunstenaarsvereniging ‘De Onafhankelijken in Amsterdam. Haar schilderijen werden, in tegenstelling tot haar zeer gewaardeerde batiks, door critici niet goed ontvangen.

## Persoonlijk
Agathe Wegerif-Gravestein trouwde in 1890 met Chris Wegerif, die zij ontmoette in Apeldoorn, waar ze werkte in een bar. Hij was architect, aannemer en meubelontwerper. Het echtpaar kreeg drie kinderen. Zij werkte ook samen met haar man aan stoffering van zijn meubelontwerpen en interieurs.
Zij was een mooie verschijning en kleedde zich uitbundig en artistiek. Ze werd daarom wel aangezien voor een "publieke vrouw" en over haar huwelijk met Wegerif werd gezegd dat het echtpaar niet monogaam was. Vanwege haar vele reizen werd het huishouden gedaan door dienstboden, en werden de kinderen verzorgd door een gouvernante.

## Nalatenschap
Werk van Agatha Wegerif is te vinden in de openbare collectie van Kasteel het Nijenhuis (onderdeel van Museum de Fundatie). Het Kunstmuseum Den Haag heeft een stoel en een bank bekleed met textiel van Wegerif, als onderdeel van een compleet woonkamerameublement.
Het CODA in Apeldoorn bewaart haar archief, met o.a. vele brieven aan haar dochter, en een plakboek uit de tijd 1899-1921.
In 1995 liet het Historisch Museum van Apeldoorn textielkunst van Agathe zien, samen met het werk van haar echtgenoot.

## Vernoeming
In Apeldoorn-Centrum is de Agathastraat naar haar vernoemd.